# Малый модульный реактор

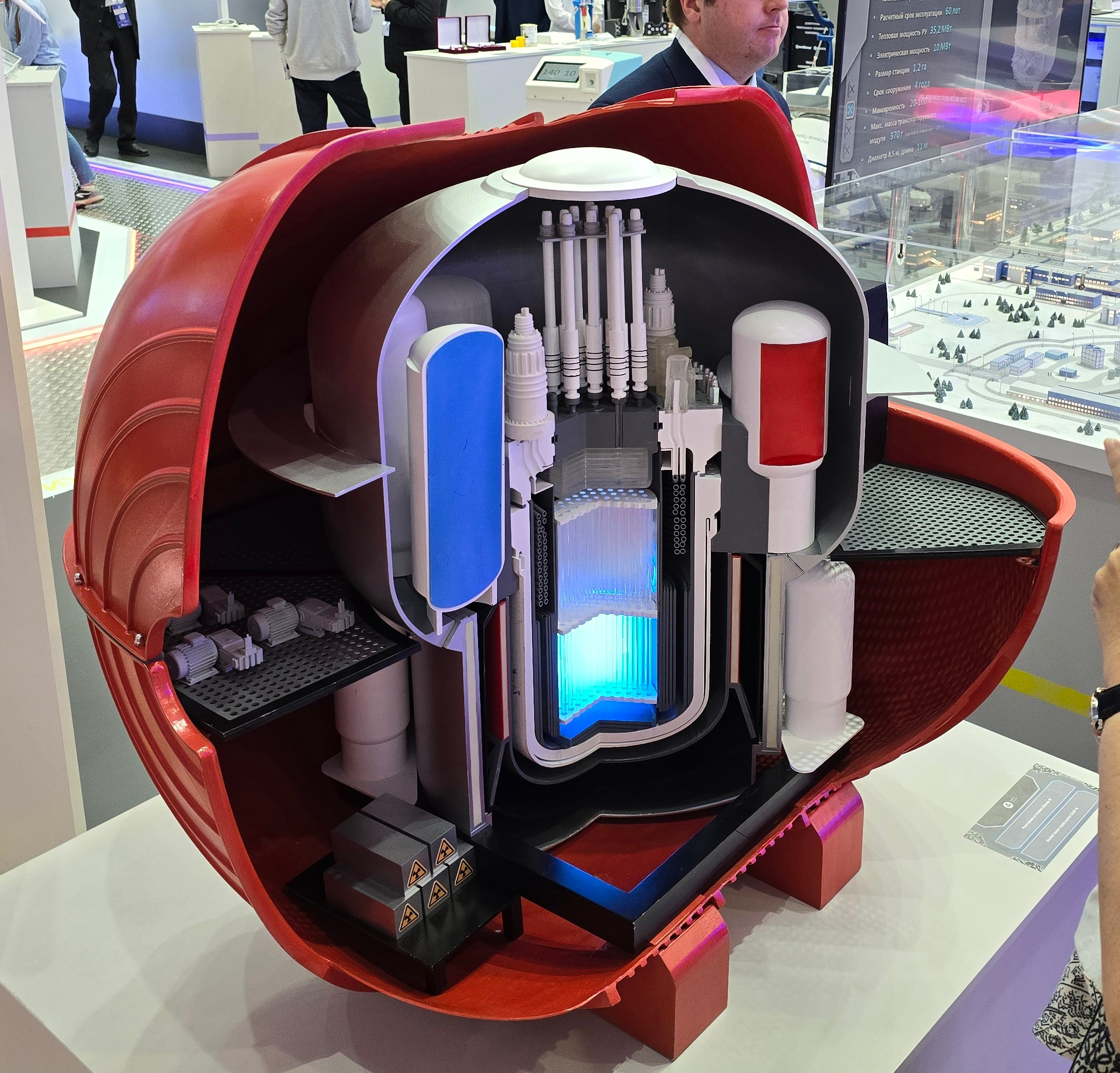
Модель реакторной установки «Шельф-М» на выставке Армия-2024.

Малый модульный реактор (ММР; атомная станция малой мощности, АСММ) — ядерный реактор относительно небольших размеров и мощности (как правило, ММР имеют электрическую мощность менее 300 МВт или тепловую мощность менее 1000 МВт), состоящий из модулей, которые строятся на заводе, а затем перевозятся, собираются, и вводятся в эксплуатацию на любой подготовленной площадке.
Конструкции ММР варьируются от уменьшенных версий существующих больших реакторов до конструкций поколения IV. В варианте ММР проектируются в том числе реакторы на тепловых нейтронах, реакторы на быстрых нейтронах, а также реакторы на расплавах солей с газовым охлаждением. ММР более безопасны по сравнению с традиционными реакторами вследствие малой мощности и низкого внутреннего давления, а также из-за широкого применения в их конструкции пассивных систем безопасности. Кроме того малым модульным реакторам реже требуется перезагрузка топлива.
По состоянию на 2023 год в 19 странах разрабатывается более восьмидесяти проектов модульных реакторов, а первые блоки ММР находятся в эксплуатации в России и Китае:
плавучая АЭС «Академик Ломоносов» (работает в Певеке на Дальнем Востоке России) по состоянию на октябрь 2022 года является первым действующим прототипом в мире;
первый блок китайского демонстрационного модульного высокотемпературного газоохлаждаемого реактора HTR-PM (210 МВт) был подключен к сети в 2021 г.

## Концепция
В связи с экономической целесообразностью традиционные ядерные реакторы, как правило, строятся большими, вследствие чего их размер становится ограничивающим фактором. Чернобыльская катастрофа 1986 года и ядерная катастрофа на Фукусиме в 2011 году нанесли серьезный удар по ядерной отрасли, вследствие чего была приостановлена разработка реакторов во всём мире и закрыты многие действующие реакторные установки.
В ответ на это была предложена новая стратегия с целью создания реакторов меньшего размера, которые можно построить быстрее, безопаснее и дешевле. Несмотря на потерю преимуществ масштаба и значительно меньшую выходную мощность, ожидалось, что финансирование будет упрощено благодаря внедрению модульной конструкции и более коротких сроков постройки. Общий смысл идеи ММР состоит в том, чтобы заменить экономию вследствие масштаба на экономию вследствие массового производства. В идеале модульные реакторы сократят количество строительных работ на площадке, повысят эффективность защитной оболочки и, как утверждается, повысят безопасность. Бо́льшая безопасность должна быть достигнута за счёт использования при проектировании концепции пассивной безопасности, уже реализованной в некоторых типах обычных ядерных реакторов. ММР также должны позволить сократить штат сотрудников по сравнению с обычными ядерными реакторами  и, как утверждается, обладают способностью обходить финансовые проблемы и проблемы безопасности, препятствующие строительству обычных реакторов.
Сторонники ММР утверждают, что эти реакторы дешевле из-за использования стандартизированных модулей, которые можно производить в заводских условиях.
Критики говорят, что модульное строительство будет экономически эффективным только при больших количествах реакторов одного и того же типа, учитывая всё ещё высокие затраты на каждый ММР. Для получения достаточного количества заказов необходима высокая доля рынка. Несколько исследований показывают, что общая стоимость ММР сопоставима со стоимостью обычных больших реакторов. Кроме того, крайне недостаточно данных о транспортировке ММР. 
Сторонники говорят, что ядерная энергия с проверенной технологией безопасна и что меньшие размеры сделают ММР даже более безопасными, чем обычные реакторы. 
Критики утверждают, что более малые реакторы представляют более высокий риск, требуя больше транспортировки ядерного топлива и приводя к увеличению образования отходов. ММР требуют новых конструкций с новыми технологиями, безопасность которых еще предстоит доказать.

## Общие аспекты

### Лицензирование
После лицензирования первого устройства данной конструкции лицензирование последующих устройств должно быть значительно проще, при условии, что все устройства работают одинаково.

### Масштабируемость/гибкость
Будущая электростанция, использующая SMR, может начинаться с одного модуля и расширяться за счёт добавления модулей, по мере роста спроса. Это снижает начальные затраты, связанные с традиционными конструкциями. 
ММР предлагают значительные преимущества по сравнению с ядерными реакторами обычного типа благодаря гибкости их модульной конструкции. Гибкость ММР означает их более высокую загрузку, возможность адаптации к существующим площадкам атомных электростанций, использование для промышленного применения, оптимизированное время работы и способность быть независимыми от сети. 
Малые реакторы легче модернизировать. 

### Расположение/инфраструктура
Для ММР требуется гораздо меньше территории, например, трёхконтурный реактор Rolls-Royce SMR мощностью 470 МВт занимает 40 000 м², что составляет 10 % от площади, необходимой для традиционной электростанции (однако эта установка слишком велика, чтобы соответствовать определению небольшого модульного реактора, и потребует дополнительных строительных работ на месте, что ставит под сомнение заявленные преимущества; фирма ориентируется на 500-дневное время строительства).
Потребности в электроэнергии в удалённых местах обычно невелики и непостоянны, вследствие чего для их энергоснабжения выгодны небольшие электростанции, которые, кроме прочего, не требуют строительства специальной электросети для распределения их продукции.

### Топливо
Многие ММР предназначены для использования нетрадиционных видов ядерного топлива, которые обеспечивают более высокое выгорание и более продолжительные топливные циклы. Более длительные интервалы дозаправки/перезагрузки топлива могут снизить риски распространения радиации и снизить вероятность её выхода за пределы локализации. 
Для реакторов в отдалённых районах транспортная доступность может быть проблематичной, поэтому может оказаться полезным тот факт, что на электростанциях на основе ММР можно реже осуществлять перегрузку топлива: каждые 3–7 лет, в то время как для традиционных реакторов она проводится каждые 1–2 года. Некоторые ММР могут работать без перезагрузки до 30 лет.

### Безопасность
Для обеспечения повышенной безопасности используются разнообразные технические решения: Например, клапан сброса давления может иметь пружину, вызывающую при повышении давления увеличение потока охлаждающей жидкости. Внутренние функции безопасности не требуют наличия движущихся частей, они зависят только от физических законов. 
Другим примером является пробка в дне реактора, которая при слишком высоких температурах плавится, позволяя ядерному топливу вытекать из реактора и терять критическую массу.
В отчете Федерального управления Германии по безопасности обращения с ядерными отходами (BASE), рассматривающем 136 различных исторических и современных реакторов и концепции ММР, говорится: «В целом, ММР потенциально могут обеспечить преимущества в плане безопасности по сравнению с электростанциями с большей выходной мощностью, поскольку они имеют меньший радиоактивный запас на реактор и стремятся к более высокому уровню безопасности, особенно за счёт упрощения и более широкого использования пассивных систем. Однако, в противоположность этому, различные концепции ММР также отдают предпочтение сниженным нормативным требованиям, например, в отношении требуемой степени резервирования или разнообразия систем безопасности. Некоторые застройщики даже требуют отказа от существующих требований, например, в области внутреннего управления авариями или уменьшения зон планирования, или даже полного отказа от планирования внешней противоаварийной защиты.Поскольку безопасность реакторной установки зависит от всех этих факторов, исходя из современного уровня знаний, нельзя утверждать, что более высокий уровень безопасности достигается концепциями ММР в принципе».

## Технологии
Охлаждение реактора
ММР могут использовать в качестве хладагентов воду, жидкий металл, газ и расплавленную соль. Тип теплоносителя определяется на основе типа и конструкции реактора, а также выбранного применения. 
В качестве теплоносителя в реакторах большой мощности в основном используется лёгкая вода, что позволяет легко применять этот метод охлаждения и в ММР. 
Гелий часто выбирают в качестве газового теплоносителя для ММР, поскольку он обеспечивает высокую тепловую эффективность установки и обеспечивает достаточное количество производства тепла реактором.  
В качестве жидкометаллических хладагентов для ММР обычно применяются натрий, свинец и свинец-висмут. ММР имеют более низкие потребности в охлаждении, что увеличивает количество мест, где их можно построить, включая удалённые районы, в которых обычно производится добыча полезных ископаемых и опреснение.

## Применение

### Генерация тепла и электричества
Некоторые конструкции реакторов с газовым охлаждением могут приводить в действие не газовую, а водяную турбину, так что тепловую энергию можно получать напрямую. Тепло также может быть использовано в производстве водорода и других операциях  

### Когенерация
Предполагается, что ММР будут обеспечивать базовую мощность нагрузки. Однако некоторые предлагаемые конструкции могут корректировать свою производительность в зависимости от потребления в энергосетях.
Другой подход, особенно для ММР, которые могут вырабатывать высокотемпературную тепловую энергию, заключается в использовании когенерации, поддерживающей постоянную производительность, при этом ненужное в текущий момент тепло отводится на вспомогательные нужды. В качестве вариантов когенерации рассматриваются централизованное теплоснабжение, опреснение, а также производство водорода и нефтепродуктов (извлечение нефти из нефтеносных песков, производство синтетической нефти из угля и т. д .)

## Безопасность
В некоторых предлагаемых ММР используются системы охлаждения, использующие термоконвекцию — естественную циркуляцию, для того, чтобы убрать из конструкции охлаждающие насосы, которые могут выйти из строя. Конвекция может продолжать отводить остаточное тепло и после остановки реактора.
Отрицательные температурные коэффициенты[чего?] в замедлителях и топливе удерживают реакции деления под контролем, вызывая замедление реакции при повышении температуры. 
Некоторым ММР для резервирования пассивной системы охлаждения может дополнительно потребоваться активная система, что увеличит их стоимость. 
ММР поддерживают охлаждение активной зоны с помощью системы пассивной безопасности, в результате чего отпадает необходимость в нагнетателях давления и системы аварийного электропитания для них. Пассивная система безопасности проще, требует меньше испытаний и исключает непреднамеренное срабатывание. Для защитной оболочки ММР не требуется активная система обогрева из-за пассивного отвода тепла за её пределы, а также не требуется спринклерная система и система аварийного водоснабжения, что повышает безопасность. 
Некоторые конструкции ММР имеют цельную конструкцию, в которой основная активная зона реактора, парогенератор и компенсатор давления встроены в герметичный корпус реактора. Эта интегрированная конструкция позволяет снизить вероятность аварии, поскольку утечки радиации можно легко локализовать. По сравнению с более крупными реакторами, имеющими множество компонентов вне корпуса реактора, эта функция резко повышает безопасность за счёт снижения вероятности возникновения неконтролируемой аварии. Кроме того, это позволяет многим конструкциям ММР осуществлять захоронение реактора и отработавшего топлива под землей по окончании их срока службы, тем самым повышая безопасность захоронения отходов.
ММР с водяным и натриевым теплоносителями повышают безопасность реактора за счет их способности удерживать побочные продукты делящегося топлива, попавшие в теплоносители во время тяжёлой аварии. Эта характеристика ММР позволяет смягчить выброс радиоактивного материала, загрязняющего окружающую среду, в случае разрушения защитной оболочки. 
В некоторых конструкциях ММР реактор и бассейны хранения отработанного топлива заглублены под землю.

## Отходы
Некоторые типы ММР могут производить больше отходов на единицу продукции, чем обычные реакторы, причем в некоторых случаях более чем в 5 раз больше отработанного топлива на киловатт и в 35 раз больше других отходов, таких как радиоактивная сталь. По оценкам, скорость утечки нейтронов у ММР выше, потому что в активных зонах реакторов меньшего размера испускаемые нейтроны имеют меньше шансов взаимодействовать с топливом. Вместо этого они выходят из активной зоны, где поглощаются защитой, повышая её радиоактивность. Конструкции реакторов, в которых используются жидкометаллические теплоносители, также становятся радиоактивными. Другая потенциальная проблема заключается в том, что потребляется меньшая часть топлива, что увеличивает объемы отходов. Потенциально увеличивающееся разнообразие реакторов может потребовать, соответственно, различных новых систем обращения с отходами.. 
В отчете Федерального управления Германии по безопасности обращения с ядерными отходами говорится, что для ММР по-прежнему потребуются обширные временные ядерные хранилища и транспортировка топлива. 
Многие конструкции ММР представляют собой реакторы на быстрых нейтронах с более высоким выгоранием топлива, что снижает количество отходов. При более высокой энергии нейтронов обычно можно допустить большее количество продуктов деления.
В некоторых конструкциях реакторов используется ториевый топливный цикл, обеспечивающий значительно более низкую долговременную радиоактивность отходов по сравнению с урановым циклом. 
Реактор на бегущей волне использует природный или обедненный уран-238, который может непрерывно генерировать энергию до 40 лет без перезагрузки.

## Экономика
Ключевым фактором интереса к ММР является заявленная экономия вследствие их массового производства на заводе за пределами строительной площадки. Однако некоторые исследования показывают, что капитальные затраты на ММР эквивалентны затратам на более крупные реакторы.
Согласно исследованию производства электроэнергии в децентрализованных микросетях, проведенному в 2014 году, общая стоимость использования ММР для производства электроэнергии будет значительно ниже по сравнению с аналогичной общей стоимостью морских ветряных, солнечных тепловых, биогазовых и солнечных фотоэлектрических электростанций. 
В 2016 году утверждалось, что затраты на строительство одного реактора ММР ниже, чем у обычной атомной станции, в то время как эксплуатационные расходы могут быть выше из-за низкой экономики масштаба и большого количества реакторов. Эксплуатационные расходы на персонал на единицу продукции могут быть для ММР на 190 % выше, чем фиксированные эксплуатационные расходы меньшего количества крупных реакторов. 
Расчет производственных затрат, выполненный Федеральным управлением по безопасности обращения с ядерными отходами Германии (BASE), предполагает, что с учетом эффекта масштаба и эффекта обучения в ядерной отрасли необходимо произвести около трех тысяч малых модульных реакторов, прежде чем будет достигнут экономический эффект. Это связано с тем, что затраты на строительство ММР относительно выше, чем у крупных атомных электростанций, из-за низкой выходной мощности. 
В 2017 году в рамках проекта Energy Innovation Reform Project были рассмотрены конструкции реакторов восьми компаний мощностью от 47,5 МВт до 1648 МВт.  В исследовании сообщалось о средних капитальных затратах в размере 3782 долл. США/кВт, средних общих эксплуатационных расходах в размере 21 долл. США/МВтч и приведенной стоимости электроэнергии в размере 60 долларов США/МВтч.
В 2020 году основатель Energy Impact Center Брет Кугельмасс заявил, что тысячи ММР могут быть построены параллельно, «таким образом сократив затраты, связанные с длительными сроками заимствования для продленных графиков строительства, и снизив надбавки за риск, которые в настоящее время связаны с крупными проектами».  Исполнительный вице-президент GE Hitachi Nuclear Energy Джон Болл согласился с этим, заявив, что модульные элементы ММР также помогут снизить затраты, вследствие уменьшения сроков строительства. 

## Проекты
До 2020 года не было построено ни одного действительно модульного ММР.  В мае 2020 года в Певеке, Россия, начал работу первый прототип плавучей атомной электростанции с двумя реакторами по 30 МВт электрической мощности.  Эта концепция основана на конструкции атомных ледоколов.
Ещё с советских времен на Чукотке работает Билибинская АЭС с четырьмя блоками ЭГП-6 малой мощности (по 48 МВт).
Также, строится наземная станция малой мощности в Якутии, комплекс из четырех модернизированных плавучих энергоблоков для Баимской рудной зоны на Чукотке; планируется построить наземную АЭС микромощности (до 10 МВт) по проекту «Шельф-М» для разработки месторождения золота Совиное на Чукотке

### Список реакторов
Проектирование   Лицензирование   Постройка   Запущен в работу   Проект прекращён   Остановлен
| Наименование                    | Электрическая мощность (МВe)         | Тип   | Разработчик                                     | Страна         | Статус                                                      |
| ------------------------------- | ------------------------------------ | ----- | ----------------------------------------------- | -------------- | ----------------------------------------------------------- |
| 4S                              | 10–50                                | SFR   | Toshiba                                         | Япония         | Рабочий проект                                              |
| АБВ-6                           | 6–9                                  | PWR   | ОКБМ имени И. И. Африкантова                    | Россия         | Рабочий проект                                              |
| ACP100 Linglong One             | 125                                  | PWR   | China National Nuclear Corporation              | Китай          | В процессе постройки (см. АЭС Чанцзян)                      |
| TMSR-LF1                        | 10                                   | MSR   | China National Nuclear Corporation              | Китай          | В процессе постройки                                        |
| ARC-100                         | 100                                  | SFR   | ARC Nuclear                                     | Канада         | Проектирование                                              |
| Micro Modular Reactor           | 5                                    | HTGR  | Ultra Safe Nuclear Corporation                  | США/Канада     | Лицензирование                                              |
| ANGSTREM                        | 6                                    | LFR   | ОКБ «Гидропресс»                                | Россия         | Эскизный проект                                             |
| СВЕТ-М                          | 10                                   |       | ОКБ «Гидропресс»                                | Россия         | Эскизный проект завершён к концу 2022 г.; НИОКР в 2023 году |
| B&W mPower                      | 195                                  | PWR   | Babcock & Wilcox                                | США            | Проект прекращён в марте 2017 года                          |
| BANDI-60                        | 60                                   | PWR   | KEPCO                                           | Южная Корея    | Рабочий проект                                              |
| БРЕСТ                           | 300                                  | LFR   | Атомэнергопром                                  | Россия         | В процессе постройки                                        |
| BWRX-300                        | 300                                  | BWR   | GE Hitachi Nuclear Energy                       | США            | Лицензирование                                              |
| CAREM                           | 27–30                                | PWR   | CNEA                                            | Аргентина      | В процессе постройки                                        |
| Copenhagen Atomics Waste Burner | 50                                   | MSR   | Copenhagen Atomics                              | Дания          | Эскизный проект                                             |
| HTR-PM                          | 210 (2 реактора — одна турбина), КНР | HTGR  | China Huaneng                                   | Китай          | В эксплуатации                                              |
| Елена                           | 0.068                                | PWR   | Курчатовский институт                           | Россия         | Эскизный проект                                             |
| Energy Well                     | 8.4                                  | MSR   | cs:Centrum výzkumu Řež                          | Чехия          | Эскизный проект                                             |
| Flexblue                        | 160                                  | PWR   | Areva TA / DCNS group                           | Франция        | Эскизный проект                                             |
| Fuji MSR                        | 200                                  | MSR   | International Thorium Molten Salt Forum (ITMSF) | Япония         | Эскизный проект                                             |
| ГТ-МГР                          | 285                                  | GTMHR | ОКБМ имени И. И. Африкантова                    | Россия         | Эскизный проект завершен                                    |
| G4M                             | 25                                   | LFR   | Gen4 Energy                                     | США            | Эскизный проект                                             |
| GT-MHR                          | 50                                   | GTMHR | General Atomics, Framatom                       | США/Франция    | Эскизный проект                                             |
| IMSR400                         | 195 (x2)                             | MSR   | Terrestrial Energy                              | Канада         | Рабочий проект                                              |
| TMSR-500                        | 500                                  | MSR   | ThorCon                                         | Индонезия      | Эскизный проект                                             |
| IRIS                            | 335                                  | PWR   | Westinghouse-led                                | Международный  | Проектирование                                              |
| КЛТ-40С Академик Ломоносов      | 70                                   | PWR   | ОКБМ имени И. И. Африкантова                    | Россия         | В эксплуатации с мая 2020 (плавучая электростанция)         |
| MCSFR                           | 50–1000                              | MCSFR | Elysium Industries                              | США            | Эскизный проект                                             |
| MHR-100                         | 25–87                                | HTGR  | ОКБМ имени И. И. Африкантова                    | Россия         | Эскизный проект                                             |
| MHR-T                           | 205.5 (x4)                           | HTGR  | ОКБМ имени И. И. Африкантова                    | Россия         | Эскизный проект                                             |
| MRX                             | 30–100                               | PWR   | JAERI                                           | Япония         | Эскизный проект                                             |
| NP-300                          | 100–300                              | PWR   | Areva TA                                        | Франция        | Эскизный проект                                             |
| NuScale                         | 77                                   | PWR   | NuScale Power LLC                               | США            | Лицензирование                                              |
| Nuward                          | 170                                  | PWR   | consortium                                      | Франция        | Эскизный проект                                             |
| OPEN100                         | 100                                  | PWR   | Energy Impact Center                            | США            | Эскизный проект                                             |
| PBMR-400                        | 165                                  | HTGR  | Eskom                                           | ЮАР            | Проект прекращён                                            |
| Rolls-Royce SM                  | 470                                  | PWR   | Rolls-Royce                                     | Великобритания | Лицензирование                                              |
| SEALER                          | 55                                   | LFR   | LeadCold                                        | Швеция         | Проектирование                                              |
| SMART                           | 100                                  | PWR   | KAERI                                           | Южная Корея    | Лицензирование                                              |
| SMR-160                         | 160                                  | PWR   | Holtec International                            | США            | Эскизный проект                                             |
| SVBR-100                        | 100                                  | LFR   | ОКБ «Гидропресс»                                | Россия         | Рабочий проект                                              |
| SSR-W                           | 300–1000                             | MSR   | Moltex Energy                                   | Великобритания | Проектирование                                              |
| S-PRISM                         | 311                                  | FBR   | GE Hitachi Nuclear Energy                       | США/Япония     | Рабочий проект                                              |
| U-Battery                       | 4                                    | HTGR  | U-Battery consortium                            | Великобритания | Проектирование                                              |
| ВБЕР-300                        | 325                                  | PWR   | ОКБМ имени И. И. Африкантова                    | Россия         | Лицензирование                                              |
| ВК-300                          | 250                                  | BWR   | Атомстройэкспорт                                | Россия         | Рабочий проект                                              |
| ВВЭР-300                        | 300                                  | BWR   | ОКБ «Гидропресс»                                | Россия         | Эскизный проект                                             |
| Westinghouse SMR                | 225                                  | PWR   | Westinghouse Electric Company                   | США            | Проект прекращён.                                           |
| Xe-100                          | 80                                   | HTGR  | X-energy                                        | США            | Эскизный проект                                             |

- NuScale Power Corp.[англ.] — основана в 2007 г., штаб-квартира в Портленде (Орегон)[66]. Пилотный проект компании, осуществляемый для Utah Associated Municipal Power Systems (шесть ММР по 77 МВт планировалось запустить к 2029 году) был закрыт осенью 2023 г.[67]. Также ведутся переговоры/подписаны контракты с Польшей (KGHM Polska Miedź[англ.]), Румынией (Nuclearelectrica) и Украиной.